# Bandera de Ohio
La bandera de Ohio fue adoptada en 1902 y diseñada por John Eisenmann para la Exposición Panamericana.

## Diseño
El triángulo azul representa las colinas y valles de Ohio, y las franjas representan las carreteras y vías navegables. Las cinco franjas representan el hecho que Ohio es uno de los cinco estados que eran partes del Territorio del Noroeste. Las 13 estrellas de la bandera representan los 13 estados iniciales de los Estados Unidos y las otras 4 de la derecha han sido agregadas para simbolizar que Ohio fue el decimoséptimo estado admitido en la Unión. El círculo blanco con centro rojo no sólo representa la primera letra del nombre del estado, sino también su apodo, «the Buckeye State» (el Buckeye es un castaño del género Aesculus).
Es la única bandera estatal estadounidense que no es rectangular, y una de las dos únicas banderas territoriales no rectangulares que representan a una división administrativa equivalente a un estado o de un nivel superior del mundo (la otra es la bandera de Nepal). Está basada en los banderines utilizados por caballería durante la guerra civil estadounidense y guerra hispano-estadounidense.